# Het Y
Het Y is een zwemvereniging uit Amsterdam. De vereniging organiseert zwemlessen en heeft tevens afdelingen voor de wedstrijdsporten waterpolo en wedstrijdzwemmen.

## Geschiedenis
Het Y is in 1892 opgericht in Amsterdam. Het was hiermee een van de eerste zwemverenigingen in Nederland. Oude prenten vanuit die tijd zijn terug te vinden op de officiële website van Het Y. Het Y kent een rijke historie en zelfs olympisch gouden medailles behoren tot de hoogtepunten.
Op 14 juni 1923 werd door Zwemvereeniging Het Y de 'N.V. Sportfondsen' opgericht, wat inmiddels is uitgegroeid tot een breed bekend fonds in Nederland. Sportfondsen exploiteert momenteel meer dan 300 uiteenlopende accommodaties in Nederland.
Het eerste 'Sportfondsenbad' in Nederland werd officieel geopend op 22 juni 1929 en bestaat nog steeds. Tegenwoordig heet het Sportfondsenbad Amsterdam-Oost.

## Erelijst
Heren:
- Nederlands kampioenschap waterpolo Heren: 27

1908-1909, 1909-1910, 1910-1911, 1911-1912, 1912-1913, 1913-1914, 1914-1915, 1915-1916, 1916-1917, 1917-1918, 1918-1919, 1919-1920, 1920-1921, 1921-1922, 1923-1924, 1924-1925, 1926-1927, 1927-1928, 1928-1929, 1929-1930, 1931-1932, 1932-1933, 1933-1934, 1936-1937, 1937-1938, 1938-1939, 1939-1940

## Zwemmen
In 2015 komt de vereniging uit in de landelijke B-competitie. 
Na een paar jaar in de landelijke A-competitie te hebben gezwommen, komt Het Y in seizoen 2023-2024 uit in de Eerste Divisie van de landelijke zwemcompetitie.

## Bekende (oud-)leden
- Kees van Aelst
- Gerrit Bijlsma
- Enith Brigitha
- Hellen Boering
- Anton Harthoorn
- Jan van Heteren
- Marco Kunz
- Cornelis Leenheer
- Hans Maier
- Roald van Noort
- Abraham van Olst
- Joop Rohner
- Arnold Rood
- Johan Rühl
- Jean van Silfhout
- Bert Sitters
- Herman Veenstra
- Wim Vriend
- Harry Vriend
- Rie Vierdag